# 聖徳栄養短期大学
聖徳栄養短期大学（せいとくえいようたんきだいがく、英語: Seitoku Junior College of NutritionまたはSeitoku Nutrition Junior College）は、東京都葛飾区西新小岩1-4-6に本部を置いていた日本の私立大学である。1963年に設置され、2006年に廃止された。大学の略称は聖栄短。

## 概要

### 大学全体
- 東京都葛飾区に所在した[注 2]日本の私立短期大学で、設置主体は学校法人オリムピア学園[注 3]。
- 1963年に開学、学科数は1学科2専攻。当初は第二部もあったが、1986年度入学生より昼間部のみとなる。
- 2004年度の入学生を最後に[注釈 2]、2006年に短期大学としての使命を終える[注釈 3]。
- 聖徳大学・聖徳大学短期大学部・岐阜聖徳学園大学・岐阜聖徳学園大学短期大学部とは別系列。

### 建学の精神（校訓・理念・学是）
- 本学は食品および栄養に関する専門知識と技能を授け、栄養士養成および食品関連技術者養成などの職業教育を行うとともに、広い視野に立ち、高い識見を具え、愛情豊かにして、心身ともに健全な社会人、家庭人を育成し、もって我が国の文化の向上に資することを教育の目的とする[6]。
- 校名は聖徳太子の威徳をしのび、その聖徳をとったものである。太子十七条憲法の第一条「和を以て貴しとなす」の和の精神を基本に、誠意、熱意、創意の三意をもって事に処し、真善美に生きることを人生の理念とする[6]。
- 校訓:「和」[6]

### 教育および研究
- とりわけ栄養士の養成には力をいれていた。その他、食物科学に関する専門教育も行われていた。

### 学風および特色
- 1997年には、経営母体であるオリンピア学園創立50周年記念式典が挙行された[6]。

## 沿革
- 1947年
  - オリンピア学園が創立される。
- 1954年
  - 聖徳高等栄養学校を創設。
- 1957年
  - 聖徳栄養専門学校に改組。
- 1963年
  - 1月21日 左記を以て文部省[注 4]より短期大学の設置が認可される[注 5]。
  - 4月1日 聖徳栄養短期大学が以下の学科体制にて開学[8]。
    - 食物栄養科 入学定員40名

  - 5月1日 学生数[9]/定員
    - 食物栄養科 50[注 6]/40
- 1964年
  - 4月1日 食物栄養科の入学定員を40→100に増員し、さらに以下の学科を増設する[10]。
    - 食物科第二部 入学定員80名[注 7]。

  - 5月1日 学生数[14]/定員
    - 食物栄養科 180[注 8]/140
    - 食物科第二部 ？[注 9]/80
- 1965年
  - 4月1日 食物栄養科の入学定員を100→150に増員[注 10]。
  - 5月1日 学生数[17]/定員
    - 食物栄養科 363[注 11]/250
    - 食物科第二部 63[注 12]/160
- 1966年
  - 5月1日 学生数[18]/定員
    - 食物栄養科 447[注 13]/300
    - 食物科第二部 112[注 14]/160
- 1967年
  - 4月1日 食物栄養科の入学定員を150→250に増員[注 15]。
  - 5月1日 学生数[23]/定員
    - 食物栄養科 592[注 16]/400
    - 食物科第二部 145[注 17]/160
- 1968年
  - 5月1日 学生数[24]/定員
    - 食物栄養科 656[注 18]/500
    - 食物科第二部 203[注 19]/160
- 1969年
  - 1月6日 専攻科の設置が認められ、以下の課程を設ける[注 20]。
    - 食物栄養専攻第二部 入学定員80名

  - 4月1日 食物栄養科を食物栄養学科に改称[注 21]。
  - 5月1日 学生数[28]/定員
    - 食物栄養学科 
      - 第一部 551[注釈 4]/500
      - 第二部 265[注 22]/160
- 1972年
  - 1月28日 別科の設置が認められ、以下の課程を設ける[29]。
    - 食物専修 入学定員50名[注 23]。
- 1985年
  - 4月1日 以下の学科については、この年度で学生募集を最終とする[注 24]。
    - 食物栄養学科第二部[注 25]

  - 5月1日 学生数[35]/定員
    - 食物栄養学科 
      - 第一部 873[注釈 4]/500
      - 第二部 20[注 26]/160
- 1986年
  - 4月1日 食物栄養学科第一部の入学定員を250→300に増員し、以下の専攻課程を設ける[注 27]。
    - 食物栄養専攻 入学定員200名
    - 食物科学専攻 入学定員100名

  - 5月1日 学生数[39]/定員
    - 食物栄養学科 
      - 第一部 791[注釈 4]/550
      - 第二部 12[注 28]/80
- 1987年
  - 4月1日 食物栄養学科第一部食物栄養専攻の入学定員を200→220に増員[注 29]。
  - 5月1日 学生数[44]/定員
    - 食物栄養学科 
      - 第一部 747[注釈 4]/620
      - 第二部 ？/-
- 1988年
  - 5月1日 学生数[45]/定員
    - 食物栄養学科 
      - 第一部 777[注釈 4]/640
      - 第二部 0/-
- 1991年
  - 4月1日 食物栄養学科食物栄養専攻の入学定員を220→270に増員[注 30]。
- 1991年
  - 5月1日 学生数[50]/定員
    - 食物栄養学科 840[注釈 4]/690
- 1992年
  - 5月1日 学生数[注 31]/定員
    - 食物栄養学科 901[注釈 4]/740
- 1996年
  - 4月1日 専攻科の再設置が認められ、以下の課程を設ける[注 32]
    - 食物栄養専攻 入学定員20名[注 33]。
- 1999年
  - 5月1日 学生数[56]/定員
    - 食物栄養学科 599[注釈 4]/740
- 2000年
  - 4月1日 食物栄養学科の各専攻における入学定員を以下の通り減員する[57]。
    - 食物栄養専攻 270→263
    - 食品科学専攻 100→95
- 2001年
  - 4月1日 食物栄養学科の各専攻における入学定員を以下の通り減員する[注 34]。
    - 食物栄養専攻 263→256
    - 食品科学専攻 95→90
- 2002年
  - 4月1日 この年度における出来事を以下、列挙する。
    - 再び男女共学となる[注 35]。
    - 食物栄養学科の各専攻における入学定員を以下の通り減員する[注 36]。
    - 食物栄養専攻 256→249
    - 食品科学専攻 90→85
- 2003年
  - 4月1日 食物栄養学科の各専攻における入学定員を以下の通り減員する[注 37]。
    - 食物栄養専攻 249→242
    - 食品科学専攻 85→80
- 2004年
  - 4月1日 この年度における出来事を以下、列挙する。
    - この年度で短期大学としての学生募集を最終とする[注釈 2]。

  - 4月1日 食物栄養学科の各専攻における入学定員を以下の通り減員する[注 38]。
    - 食物栄養専攻 242→235
    - 食品科学専攻 80→75
- 2006年
  - 9月12日 左記をもって正式に廃止となる[注釈 3]。

## 基礎データ

### 所在地
- 東京都葛飾区西新小岩1-4-6[注釈 1]

### 象徴
- 聖徳栄養短期大学のカレッジマークは鐘の絵をデザインしたものとなっていた[注 39]。
- 大学歌は勝承夫[注 40]が作詞、平井康三郎[注 41]している[6]。

## 教育および研究

### 組織

#### 学科
- 食物栄養学科第一部→食物栄養学科
  - 食物栄養専攻 入学定員235名[注釈 5]
  - 食品科学専攻 入学定員75名[注釈 5]
    - 調理・食品コース 入学定員35名[69]
    - 製菓・製パンコース 入学定員40名[69]
- 食物科第二部→食物栄養学科第二部 入学定員80名[注 42]

#### 専攻科
- 食物栄養専攻 
  - 第一部→食物栄養専攻-入学定員20名[注 43]
  - 第二部 入学定員80名[73]

#### 別科
- 食物専修 入学定員50名[注 44]

#### 取得資格について
資格
- 栄養士：食物栄養専攻[68]
- フードスペシャリスト：両専攻共通
- フードサイエンティスト：両専攻共通
- かつて設置されていた別科食物専修は調理師資格が取得できる課程を置いていた。

受験資格
- 管理栄養士国家試験受験資格：食物栄養専攻は、栄養士としての実務経験3年以上必要。専攻科は、栄養士としての実務経験2年以上必要。
- 製菓衛生師：食品科学専攻製菓･製パンコース[68]
- 中級バイオ技術認定試験：食品科学専攻[68]

教職課程
- 中学校教諭二種免許状（家庭）：食品科学専攻[注 45]

### 研究
- 『聖徳栄養短期大学紀要』[80]

## 学生生活

### 部活動・クラブ活動・サークル活動
- 聖徳栄養短期大学で活動していたクラブ活動[81]
  - 体育系：テニス・合気道・バスケットボール・バレーボールほか。
  - 文化系：華道・ハンドクラフトほか。
  - 学術研究：食品化学研究・食品加工研究・食生活研究・調理研究ほか。
  - 同好会：シネマ・ダンス・バドミントンほか。

### 学園祭
- 聖徳栄養短期大学の学園祭は単に「大学祭」と呼ばれていた[82]。

## 大学関係者と組織
- 聖徳栄養短期大学の同窓会は、聖徳栄養専門学校時代から「聖栄会」と称し活動していた。現在も、「聖栄会」の名称のまま、東京聖栄大学の卒業生を受け入れている[83]
- 聖徳栄養短期大学には、生活協同組合・保護者組織・教職員組合といった組織は設けられていなかった。

### 大学関係者一覧
- 國分康孝 - 元 本学教授

#### 出身者
- 高橋真美 - タレント（わらべ）・女優、1988年卒業

## 施設

### キャンパス
- 1966年 短期大学1号館が設置される。
- 1972年 3号館が設置される。
- 1976年 船橋校舎を設ける。
- 1980年 1号館校舎を改築。
- 1982年 1号館校舎を増改築。
- 1985年 図書館棟が完成。
- 1986年 第2グラウンドに厚生施設棟を設置。
- 1987年 4号棟が完成。
- 1988年 第二運動場厚生施設棟が増築される。
- 1989年 給食管理実習棟が完成する。
- 1997年 5号館校舎が完成。同時に、体育館や講堂が完成する。

### 学生食堂
- 聖徳栄養短期大学には学生食堂（学食）がなかった。そのかわり、2年生の給食管理実習の授業で、学生と教職員全員分の昼食を作って提供していた。

### 講堂
- 「わたなべ記念館」が1997年に設置される[84]。

### 寮
- 聖徳栄養短期大学の学生寮は「葵寮」と呼ばれ[85]、1980年に設置された[84]が2004年に廃止される。

## 対外関係

### 他大学との協定
- 放送大学との単位互換をしており、最大15単位までの範囲で卒業単位として認定。

### 姉妹校
- 聖徳調理師専門学校

### 系列校
- 附属学校の欄を参照。

## 卒業後の進路について

### 編入学･進学実績
- 食物栄養学科[86]
  - 第一部
    - 食物栄養専攻：帝京平成大学・女子栄養大学・茨城キリスト教大学ほか
    - 食品科学専攻：東京海洋大学・麻布大学・新潟工科大学ほか

## 附属学校
- 聖徳栄養短期大学附属わたなべ幼稚園

## 関連サイト
- 東京聖栄大学の概要